# キツネウオ属
キツネウオ属 (学名：Pentapodus) は、イトヨリダイ科の下位分類群の1つ。インド太平洋に分布する。

## 分類と名称
1824年にフランスの博物学者であるジャン・ルネ・コンスタン・クアとジョセフ・ポール・ガイマールによって西オーストラリア州のシャーク湾から得られた P. vitta (イレズミキツネウオ)を記載するのと同時に単型属として提唱された。従来スズキ目に分類されていたが、『Fishes of the World』第5版では、タイ目に分類されている。属名は「penta (5)」と「podus (足)」の合成語で、クアとガイマールは意味を説明しなかったが、アシル・ヴァランシエンヌによると、3枚の長く尖った鱗のことで、胸鰭と腹鰭の付け根とその間にあり、腹鰭が5つあるように見えることからだという。

## 下位分類
13種が分類されている。
- Pentapodus aureofasciatus B. C. Russell, 2001 ヤクシマキツネウオ (yellowstripe threadfin bream)
- Pentapodus berryae G. R. Allen,  Erdmann & Brooks, 2018 (Deep reef whiptail)
- Pentapodus bifasciatus (Bleeker, 1848) (white-shouldered whiptail)
- Pentapodus caninus (G. Cuvier, 1830) キツネウオ (small-toothed whiptail)
- Pentapodus emeryii (J. Richardson, 1843) ユミハリキツネウオ[6] (double whiptail)
- Pentapodus komodoensis G. R. Allen & Erdmann, 2012 (Komodo whiptail)
- Pentapodus nagasakiensis (S. Tanaka (I), 1915) イトタマガシラ (Japanese whiptail)
- Pentapodus numberii G. R. Allen & Erdmann, 2009 (Papuan whiptail)
- Pentapodus paradiseus (Günther, 1859) (paradise whiptail)
- Pentapodus porosus (Valenciennes, 1830) (Northwest Australian whiptail)
- Pentapodus setosus (Valenciennes, 1830) バタビアキツネ (butterfly whiptail)
- Pentapodus trivittatus (Bloch, 1791) (three-striped whiptail)
- Pentapodus vitta Quoy & Gaimard, 1824 イレズミキツネウオ[7] (striped whiptail)

## 分布
東インド洋から西太平洋に分布する。

## 形態
体長は体高の3 - 3.5倍。眼窩下は鱗片状または鱗が無く、棘は弱いか存在しない。眼窩下後縁は平滑か、非常に小さな鋸歯があり、少数の小さな歯状突起がある場合もある。前鰓蓋の後端は滑らかか、非常に小さな歯状突起がある。頭頂部の鱗は目の中心まで、または目の中心を超えて前方に伸びている。こめかみは鱗状になっている。上顎前部には2 - 3対の小さな犬歯のような歯があり、下顎の両側には1対の大きな犬歯のような歯がある。臀鰭の第2棘は、第3棘よりも短く弱い。最小種は P. kmodoensis で、標準全長は10.4 cmであり、最大種はユミハリキツネウオで、最大全長は35 cm。